# Operazione Dropshot

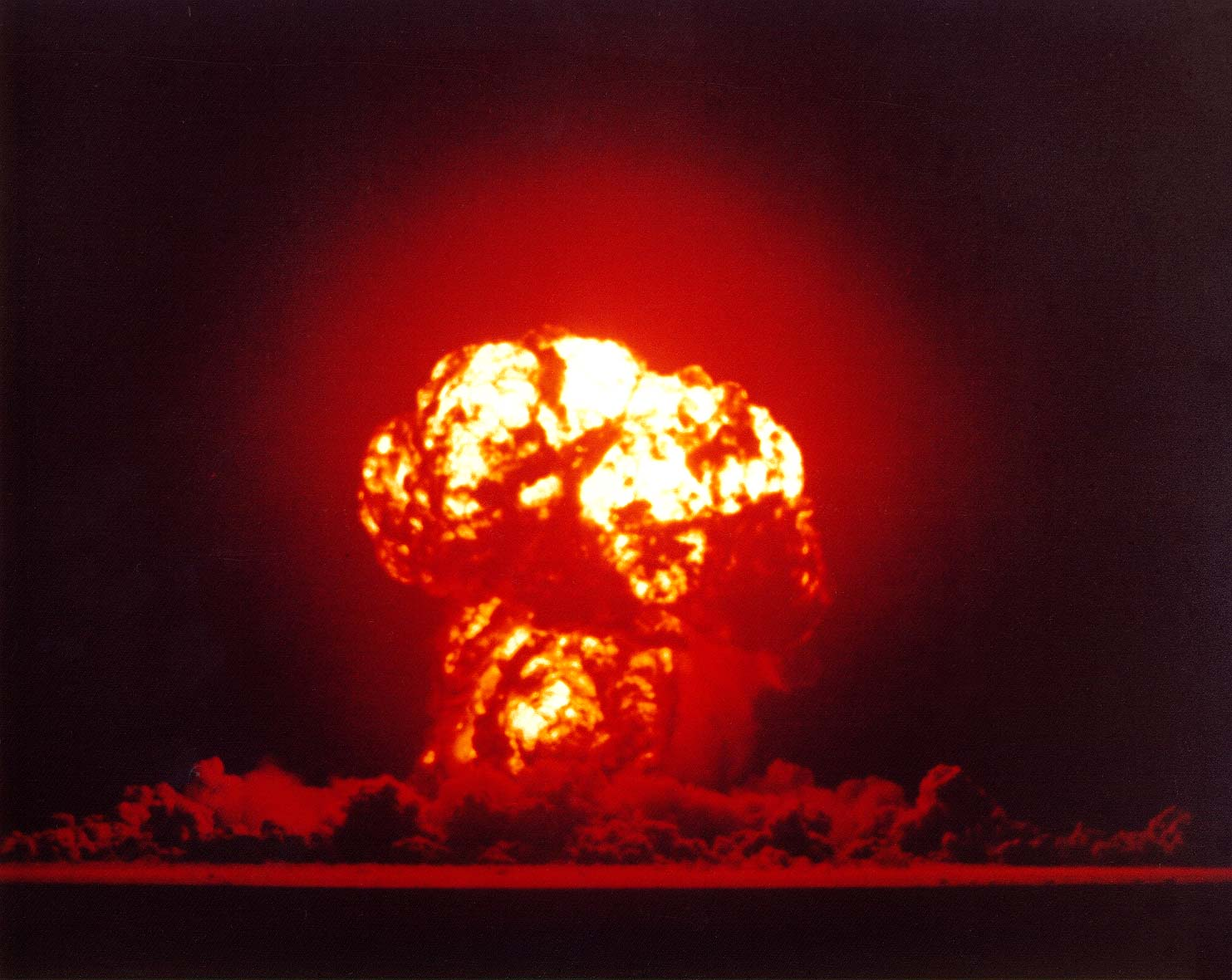
Esplosione nucleare condotta nel Nevada Test Site nel maggio 1955.

Operazione Dropshot era il nome in codice dato dal Dipartimento della difesa degli Stati Uniti d'America al piano di emergenza per una possibile guerra nucleare e convenzionale con l'Unione Sovietica e i suoi alleati al fine di contrastare la prevista conquista sovietica dell'Europa occidentale, del Vicino Oriente e di parti dell'Asia orientale che si prevedeva inizio verso il 1957. Il piano fu preparato nel 1949 durante le prime fasi della guerra fredda e declassificato nel 1977. Sebbene lo scenario includesse l'uso di armi nucleari, non ci si aspettava che giocassero un ruolo decisivo.
A quel tempo, l'arsenale nucleare degli Stati Uniti era di dimensioni limitate, localizzato principalmente negli Stati Uniti e dipendeva dai bombardieri per lo sgancio. Dropshot includeva profili di missione che avrebbero utilizzato 300 bombe nucleari e 29000 bombe ad alto esplosivo su 200 obiettivi in 100 città e paesi per spazzare via l'85% del potenziale industriale dell'Unione Sovietica in un solo colpo. Tra 75 e 100 delle 300 armi nucleari sarebbero state impiegate per distruggere gli aerei da combattimento sovietici a terra.
Lo scenario era stato concepito prima dello sviluppo dei missili balistici intercontinentali e includeva persino la nota che l'intero piano sarebbe stato invalidato se il razzo fosse diventato un mezzo economico ed efficace per lanciare armi nucleari. I documenti furono successivamente declassificati e pubblicati come Dropshot: The American Plan for World War III Against Russia in 1957. Mai approvato, Dropshot fu ritirato nel febbraio 1951 e sostituito da Reaper, un piano che prevedeva una guerra nel 1954.